# Albertdina
De Albertdina is een korenmolen in het dorp Noord-Sleen in de Nederlandse provincie Drenthe.
De molen werd in 1906 gebouwd met gebruikmaking van de afgebroken korenmolen 'Apollo' uit het Groningse Usquert. Dit ter vervanging van een molen die op dezelfde plek in 1904 was gebouwd en die was afgebrand. Tot aan de restauratie in de jaren zeventig van de twintigste eeuw had de molen op één roede het zelfzwichtingssysteem. Thans heeft de molen oudhollands opgehekte roeden met zeilen en een lengte van 23 meter. De molen is ingericht met één koppel maalstenen en maalt af en toe op vrijwillige basis. De huidige eigenaar is de gemeente Coevorden.